# Marytje Arendsdr
Marytje Arendsdr. (vermoedelijk geboren in Schiedam - begraven in de Grote of St. Janskerk, 19 september 1601) was een vrouw die van hekserij en/of kwade toverij werd verdacht. 
Marytje trouwde met Jacob Adriaanszn. Hij was schoenmaker van beroep. Samen met Marytje runde hij zijn bedrijf. Daarnaast zorgde Marytje Arendsdr. samen met een aantal knechten voor het huishouden. Marytje en Jacob woonden aan de Hoogstraat in Schiedam. In 1591 ging zij samen met Neeltje Andries ter purge bij het Hof van Holland, Zeeland en West-Friesland in Den Haag.

## 1589
Op 28 oktober 1589 komt Marytje Arendsdr. voor het eerst voor in de archieven. Marytje Arentsdr. zou haar buurmeisje, genaamd Maritjen Cornelis ziek getoverd hebben. Het meisje zou elke keer als Marytje Arendsdr.in de buurt was, doofstom en lam op de vloer gevallen zijn. Een aantal vrouwen laat het er niet bij zitten en een dienstmeid wordt ingeschakeld om Marytje Arendsdr. naar de woning te lokken van het zieke buurmeisje. Daar wachten een aantal vrouwen op haar en ze eisen dat Marytje Arendsdr. het kind zegent om de betovering te verbreken.
Het zegenen werd gezien als een soort onttoveren door middel van een gebed, en was daarmee een bekentenis. Want alleen de toveres verantwoordelijk voor de toverijen kon ook weer onttoveren via het uitspreken van een zegening
Marytje Arendsdr. doet dit niet. Zij vraagt samen met haar man aan getuigen om een verklaring bij de lokale rechtbank af te leggen. De 6 getuigen bevestigen dat Marytje Arendsdr. gedwongen werd om een ziek kind te zegenen. Een andere Schiedamse vrouw, Anna Hondert Theunen zou Marytje Arendsdr. geholpen hebben om het buurmeisje ziek te toveren. Anna Hondert Theunen zal later een belangrijke getuige worden in de purgezaak van Neeltgen Andries en Marytje Arendsdr.

## 1591
Februari 1591 komt de naam van Marytje Arendsdr. opnieuw voor in de archieven Er zijn verschillende getuigen die verklaringen afleggen namens Neeltgen Andries en Marytje Arendsdr.
De getuigen van Marytje Arendsdr. verklaren dat ze een "goede, eerlijke en deugdzame vrouw" is. Dat ze schoenen bij haar kopen. Ze benadrukken ook nog dat de kinderen die voor haar deur speelden nooit "enig letsel” opliepen". Drie mannen genaamd Jacob, Jan en Pouwels zeggen dat ze voor Marytje Arendsdr. hebben gewerkt en er echt niets aan de hand is. Pouwels heeft zelfs bij haar thuis geslapen en ook ’s nachts was alles er rustig.
Alle deposanten zijn vanwege de hoge overheid gedagvaard ten verzoeke van de baljuw Melchior Willemszn. Of zij wel eens hebben horen zeggen dat Maeritgen Schoenmaker zeer berucht en befaamd is van toverij.
Sommige getuigen verklaren dat zij dat wel eens gehoord hebben, maar er zijn ook getuigen die aangeven dit nooit gehoord hebben, of zoals er in het archief staat "verklaren  van deze zaak niet te deposeren".
Op het moment dat deze verklaringen worden opgeschreven, zitten Marytje Arendsdr. en Neeltgen Andries al bijna een maand in de voorhove van het Hof van Holland. Nu is dit de Gevangenpoort in Den Haag. Vlak nadat Marytje Arendsdr. en Neeltgen Andries vertrokken zijn uit Schiedam worden er andere mensen opgepakt op verdenking van toverij, namelijk Anna Hondert Theunen, Bay Buyes en Anna Claasdr. De burgemeester en schepenen nemen de ontstane situatie in Schiedam erg serieus en op 5 januari vertrekt er iemand naar Den Haag om advies in te winnen bij rechtsgeleerden van het Hof van Holland "op ’t stuck van toverije" Zo valt te lezen in het register van certificatien en akten te vinden in het gemeentearchief Schiedam.
Een opvallende getuigenis is het verhaal dat de buurvrouw van Marytje Arendsdr de urine van Marytje Arendsdr. naar Delft brengt om te laten bezien door Swarten Broer Jan. Deze naam komen we ook tegen in een getuigenis in het gemeentearchief van Schiedam als Neeltgen Andries tijdens het houtlossen op een boot aan iemand anders vraagt waarom men geruchten m.b.t. toverij aan het verspreiden is. De getuige verklaart dat zij de geruchten niet verspreidt maar dat het Swarten Broer Jan is. Swarten Broer Jan is specialist in onttoveren.

## Purgezaak wordt strafzaak
Op 24 februari 1592 is er een uitspraak van het Hof van Holland. Marytje Arendsdr. zit dan al ruim een jaar vrijwillig opgesloten. Het Hof van Holland is niet overtuigd van haar onschuld, ondanks de vele positieve verklaringen. En zet de purge zaak om in een strafzaak. Dit houdt in dat Marytje Arendsdr. gemarteld mag worden om een bekentenis te krijgen en om de doodstraf uit te voeren. Marytje Arendsdr. heeft bijstand van een advocaat. Joost van Stijn. Hij gaat direct in beroep tegen de uitspraak van het Hof van Holland bij de Hoge Raad. Begin april laat de Hoge Raad weten hun zaak in behandeling te willen nemen. De uitspraak van het Hof van Holland wordt aangehouden. Joost van Stijn werkt nauw samen met de advocaat van Neeltje Andries, Cornelis van der Pol.
Op 4 juli 1592 besluit de Hoge Raad om 2 raadsfunctionarissen, Diederik van Leeuwen en Johan van Banchum naar Schiedam te sturen om daar opnieuw de getuigen te horen en onderzoek te doen en alle mogelijke informatie verzamelen die van belang kan zijn bij deze zaak.

## Uitspraak 1593
De Hoge Raad doet er lang over om tot een uiteindelijke uitspraak te komen. Pas in de zomer van 1593 wordt Marytje Arendsdr. vrijgesproken. Hoe het verder gaat met Marytje Arendsdr. is niet duidelijk. Haar naam komt nog eenmaal voor in de archieven. Namelijk dat zij op 19-09-1601 wordt begraven in de Grote of St. Janskerk in Schiedam.
De uitspraak in de zaken van Neeltje Andries en Marytje Arendsdr. heeft gezorgd voor een verandering in de jurisprudentie in Holland met betrekking tot het verkrijgen van bekentenissen in (toverij)processen. Een bekentenis was nodig om de doodstraf uit te kunnen voeren.
Jacob Cats heeft het in zijn gedicht "Twee en tachtig jarig leven" over een vrouw uit Schiedam. Jacob Cats is in de leer geweest bij Cornelis van der Pol en heeft zo van het bijzondere proces gehoord van Neeltgen Andries en Marytje Arendsdr. 
Een vrouw van Schiedam, de pijnbank toegewezen, Beriep haar op het Hof, en na een hard geding, Zo was 't dat zij de bank en alle straf ontging. Ey ziet! Nadat het Hof dit vonnis had gegeven, scheen alle toverij als uit het land verdreven— H. de Waardt

## Marytje Arendsdr. in 2023

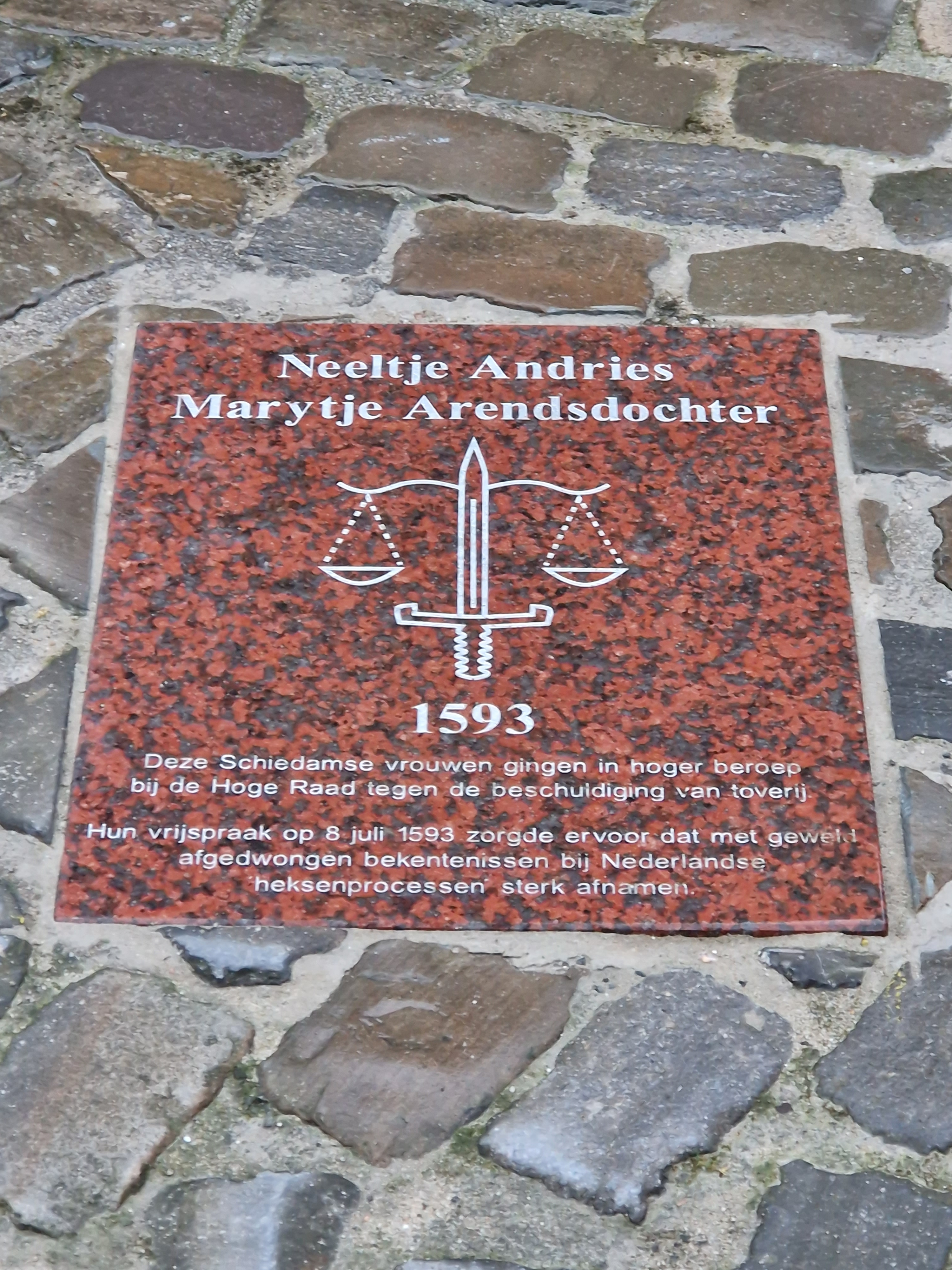
Gedenktegel op de Grote markt van Schiedam voor Neeltje Andries en Marytje Arendsdr.

Op internationale vrouwendag is een gedenktegel onthuld voor Marytje Arendsdr. en Neeltgen Andries op de Grote Markt van Schiedam. 
Op 13 oktober 2023 is in het Stedelijk Museum Schiedam de podcastserie; "Heksen in Schiedam" gelanceerd. In de podcast wordt het verhaal van Marytje Arendsdr. en Neeltgen Andries verteld.

## Gebruikte literatuur
- Giftboeken uit de inventaris van de archief van de gerechten van Schiedam 1386-1811 Gemeentearchief Schiedam toegangsnummer 454
- Batavia illustrata, ofte Verhandelinge vanden oorspronk, voortgank, zeden, Eere, staat en godtsdienst van Oud Batavien, mitsgaders van den adel en regeringe van Hollandt van 't Hof, Simon van Leeuwen en Wouter van Gouthoeven
- Arendsdr., Marytje, in: Digitaal Vrouwenlexicon van Nederland.[7]
- Toverij en samenleving, Holland 1500-1800. Hans de Waardt.
- Podcast serie Heksen in Schiedam van het Stedelijk Museum Schiedam gemaakt door: Merel van der Vaart en Saskia Beukman

- Biografisch Portaal: 38366148